# クリスティアン・ペニージャ
クリスティアン・アンデルオン・ペニージャ・カイセド（スペイン語: Cristian Anderson Penilla Caicedo、1991年5月2日 - ）は、エクアドルのサッカー選手。元エクアドル代表。ポジションはMF。

## クラブ歴
CDエスポリの下部組織からトップチームに昇格。デポルティーボ・キトを経て2013年1月にバルセロナSCに加入、2013年はリーグで32試合6得点を記録した。
2014年12月24日にリーガMXのCFパチューカに移籍。2016年にバルセロナSCに期限付き移籍した後、同年にモナルカス・モレリアに、翌2017年にカンピオナート・ブラジレイロ・セリエAのアソシアソン・シャペコエンセ・ジ・フチボウに、翌2018年1月にメジャーリーグサッカーのニューイングランド・レボリューションに期限付き移籍した。

## 代表歴
2014年10月10日と14日に行われたアメリカ合衆国代表、エルサルバドル代表との親善試合の際にエクアドル代表の招集を受けた。10日のアメリカ合衆国代表戦で代表初出場、14日のエルサルバドル代表戦で代表初得点。

## 個人成績
2018年5月20日現在
代表での得点一覧
| #  | 日附           | 場所                 | 対戦相手       | 得点 | 結果 | 大会     |
| -- | -------------- | -------------------- | -------------- | ---- | ---- | -------- |
| 1. | 2014年10月14日 | レッドブル・アリーナ | エルサルバドル | 5–1  | 5–1  | 親善試合 |

| エクアドル代表 | エクアドル代表 | エクアドル代表 |
| 年             | 出場           | 得点           |
| -------------- | -------------- | -------------- |
| 2014           | 2              | 1              |
| 計             | 2              | 1              |